# Стефан Чоловић (српски фудбалер)
Стефан Чоловић (Београд, 16. априла 1994) српски је фудбалер.

## Каријера
Чоловић је фудбал почео да тренира као деветогодишњак у млађим категоријама Црвене звезде. После тога је био у Раду, док је почетком 2009. прошао камп Атлетика из Мадрида и касније приступио академији тог клуба. Ту је провео краћи период након чега се вратио у Србију, а у омладинској конкуренцији бранио је боје Партизана. У Рад се вратио почетком 2014. године, те је у другом делу такмичарске 2013/14. био у саставу тог клуба. У Суперлиги Србије дебитовао је 13. априла исте године, на сусрету са новосадском Војводином.
По одласку из Рада приступио је Дрини из Зворника за коју је најпре наступао током првог дела такмичарске 2014/15. Након тога је једну полусезону одиграо за Слободу из Тузле, а затим се поново вратио у Дрину. Касније се обрео у Јагодини, док је током лета 2016. тренирао у Пироту и доцније приступио тамошњем Радничком. Ту се такође задржао шест месеци, а затим је напустио клуб. Сезону је завршио у екипи Колубаре.
Лета 2017. године потписао је за Пролетер из Новог Сада, са којим је освојио Прву лига Србије за сезону 2017/18. и касније са клубом наставио да се такмичи у Суперлиги Србије. Из Пролетера је 2020. остварио инострани трансфер у ирски Дандок. Наредне године прешао је у Чукарички. Сезону 2022/23. почео је у дресу тог клуба, али је убрзо прешао у Раднички из Крагујевца. У крагуевачком Радничком остао је до зимског прелазног рока 2024. године, када је прешао у истоимени нишки клуб. Крајем јула 2024. године споразумно је раскинуо уговор са нишким Радничким.

## Статистика

### Клупска
Ажурирано 25. фебруара 2024.
|                          |          |                                   |     |    |    |   |    |   |   |   |     |    |  |  |
| Рад                      | 2013/14. | Суперлига Србије                  | 1   | 0  | —  | — | —  | — | — | — | 1   | 0  |  |  |
|                          |          |                                   |     |    |    |   |    |   |   |   |     |    |  |  |
| Дрина Зворник            | 2014/15. | Премијер лига Босне и Херцеговине | 13  | 0  | 0  | 0 | —  | — | — | — | 13  | 0  |  |  |
| Дрина Зворник            | 2015/16. | Премијер лига Босне и Херцеговине | 14  | 0  | 1  | 0 | —  | — | — | — | 15  | 0  |  |  |
| Дрина Зворник            | Укупно   | Укупно                            | 27  | 0  | 1  | 0 | —  | — | — | — | 28  | 0  |  |  |
|                          |          |                                   |     |    |    |   |    |   |   |   |     |    |  |  |
| Слобода Тузла            | 2014/15. | Премијер лига Босне и Херцеговине | 11  | 0  | —  | — | —  | — | — | — | 11  | 0  |  |  |
|                          |          |                                   |     |    |    |   |    |   |   |   |     |    |  |  |
| Јагодина                 | 2015/16. | Суперлига Србије                  | 1   | 0  | —  | — | —  | — | — | — | 1   | 0  |  |  |
|                          |          |                                   |     |    |    |   |    |   |   |   |     |    |  |  |
| Раднички Пирот           | 2016/17. | Прва лига Србије                  | 14  | 1  | —  | — | —  | — | — | — | 14  | 1  |  |  |
|                          |          |                                   |     |    |    |   |    |   |   |   |     |    |  |  |
| Колубара                 | 2016/17. | Прва лига Србије                  | 8   | 3  | —  | — | —  | — | — | — | 8   | 3  |  |  |
|                          |          |                                   |     |    |    |   |    |   |   |   |     |    |  |  |
| Пролетер Нови Сад        | 2017/18. | Прва лига Србије                  | 29  | 7  | 2  | 0 | —  | — | — | — | 31  | 7  |  |  |
| Пролетер Нови Сад        | 2018/19. | Суперлига Србије                  | 34  | 8  | 1  | 0 | —  | — | — | — | 35  | 8  |  |  |
| Пролетер Нови Сад        | 2019/20. | Суперлига Србије                  | 19  | 1  | 2  | 0 | —  | — | — | — | 21  | 1  |  |  |
| Пролетер Нови Сад        | Укупно   | Укупно                            | 82  | 16 | 5  | 0 | —  | — | — | — | 57  | 16 |  |  |
|                          |          |                                   |     |    |    |   |    |   |   |   |     |    |  |  |
| Дандок                   | 2020.    | Премијер лига Ирске               | 14  | 1  | 3  | 0 | 8  | 0 | — | — | 23  | 1  |  |  |
|                          |          |                                   |     |    |    |   |    |   |   |   |     |    |  |  |
| Чукарички                | 2020/21. | Суперлига Србије                  | 17  | 2  | —  | — | —  | — | — | — | 17  | 2  |  |  |
| Чукарички                | 2021/22. | Суперлига Србије                  | 30  | 3  | 0  | 0 | 3  | 0 | — | — | 33  | 3  |  |  |
| Чукарички                | 2022/23. | Суперлига Србије                  | 2   | 0  | —  | — | 0  | 0 | — | — | 2   | 0  |  |  |
| Чукарички                | Укупно   | Укупно                            | 49  | 5  | 0  | 0 | 3  | 0 | — | — | 52  | 5  |  |  |
|                          |          |                                   |     |    |    |   |    |   |   |   |     |    |  |  |
| Раднички 1923 Крагујевац | 2022/23. | Суперлига Србије                  | 24  | 2  | 0  | 0 | —  | — | — | — | 24  | 2  |  |  |
| Раднички 1923 Крагујевац | 2023/24. | Суперлига Србије                  | 15  | 2  | 1  | 0 | —  | — | — | — | 16  | 2  |  |  |
| Раднички 1923 Крагујевац | Укупно   | Укупно                            | 39  | 4  | 1  | 0 | —  | — | — | — | 40  | 4  |  |  |
|                          |          |                                   |     |    |    |   |    |   |   |   |     |    |  |  |
| Раднички Ниш             | 2023/24. | Суперлига Србије                  | 1   | 0  | —  | — | —  | — | — | — | 1   | 0  |  |  |
|                          |          |                                   |     |    |    |   |    |   |   |   |     |    |  |  |
| Каријера                 | Каријера | Каријера                          | 245 | 28 | 10 | 0 | 11 | 0 | — | — | 266 | 28 |  |  |
|                          |          |                                   |     |    |    |   |    |   |   |   |     |    |  |  |

## Трофеји и награде

### Клупски
Пролетер Нови Сад
- Прва лига Србије : 2017/18.[19]

Дандок
- Куп Ирске : 2020.[40]

### Појединачно
- Играч кола у Суперлиги Србије (2)

1. Суперлига Србије у фудбалу 2018/19, 3. коло[41]
2. Суперлига Србије у фудбалу 2023/24, 12. коло[42]

- Гол кола у Суперлиги Србије (погодак у 21. колу такмичарске 2020/21. против Војводине)[43]